# محمية أرز الشوف
محمية أرز الشوف محمية لبنانية، تشرف على إدارتها جمعية أرز الشوف بالتعاون مع وزارة البيئة اللبنانية وبرنامج الأمم المتحدة الإنمائي والاتحاد العالمي للحفاظ على الطبيعة، بتمويل من مرفق البيئة العالمي والحكومة اللبنانية.

## الموقع
تقع المحمية على قمم الجزء الأوسط من سلسلة جبال لبنان الغربية. تمتد من تومات نيحا جنوباً إلى عين دارة وضهر البيدر شمالاً .

## المساحة
تعد المحمية من أكبر المحميات في لبنان، فهي تشكل 80% من المناطق المحمية فيها. مساحتها حوالي 550 كيلومتر مربع، بطول 50 كم وعرض 11 كم، ويتراوح ارتفاعها بين 1200 متر و 1984 متر. يقع 70% منها في منطقة الشوف و 30% في البقاع الغربي.
تشرف على وادي البقاع. وتتكون محمية الشوف من ثلاث غابات من الأرز (معاصر الشوف والباروك وعين زحلتا- بمهرين)، تم زراعة جزء منها في الستينات في محاولة مكثفة لإعادة تشجيرها. وتعتبر هذه المحمية الطبيعية، الواقعة على طريق هجرة الطيور العابرة للقارات، موقعاً ملائماً لحماية الثدييات الكبيرة مثل الذئب والوشق.

## معرض صور

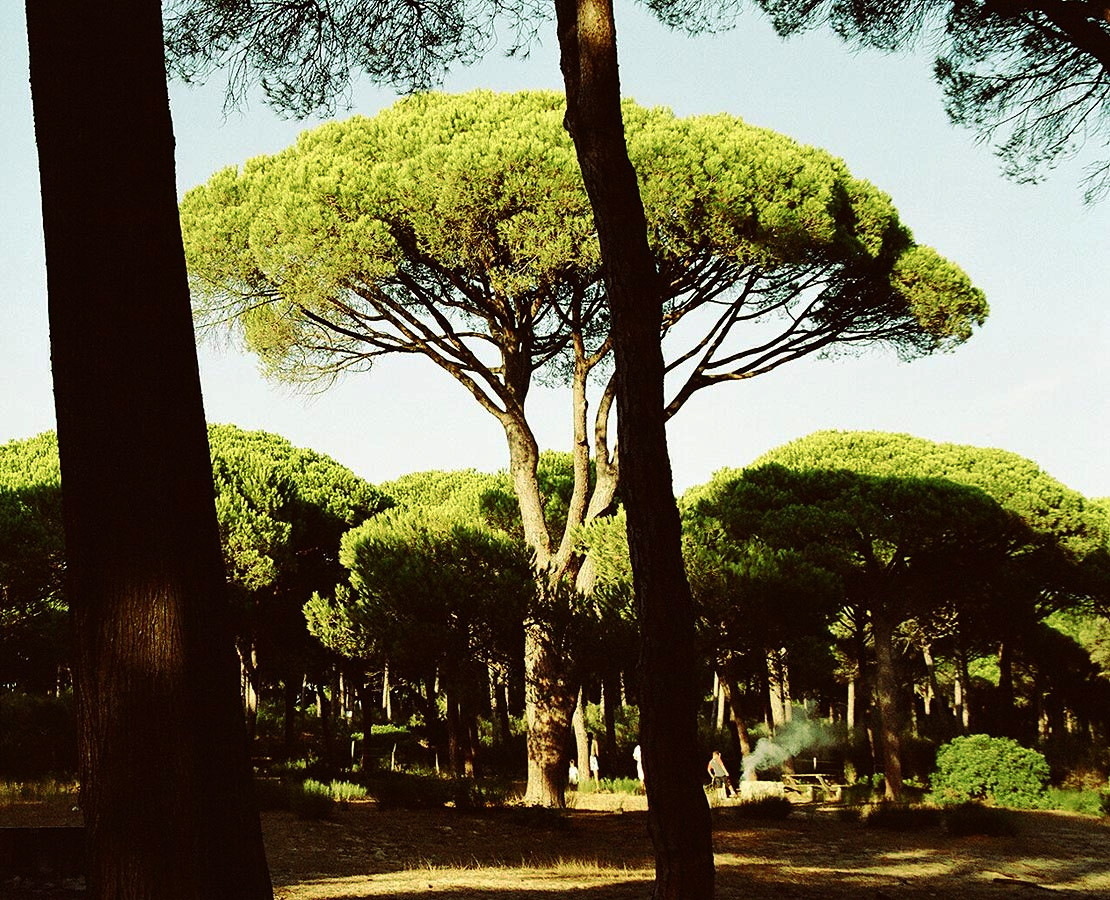
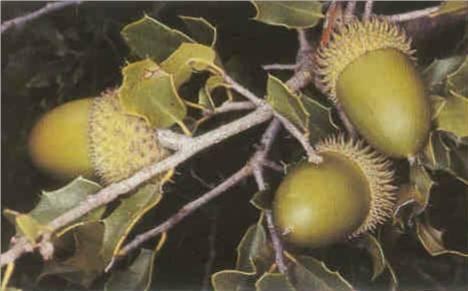
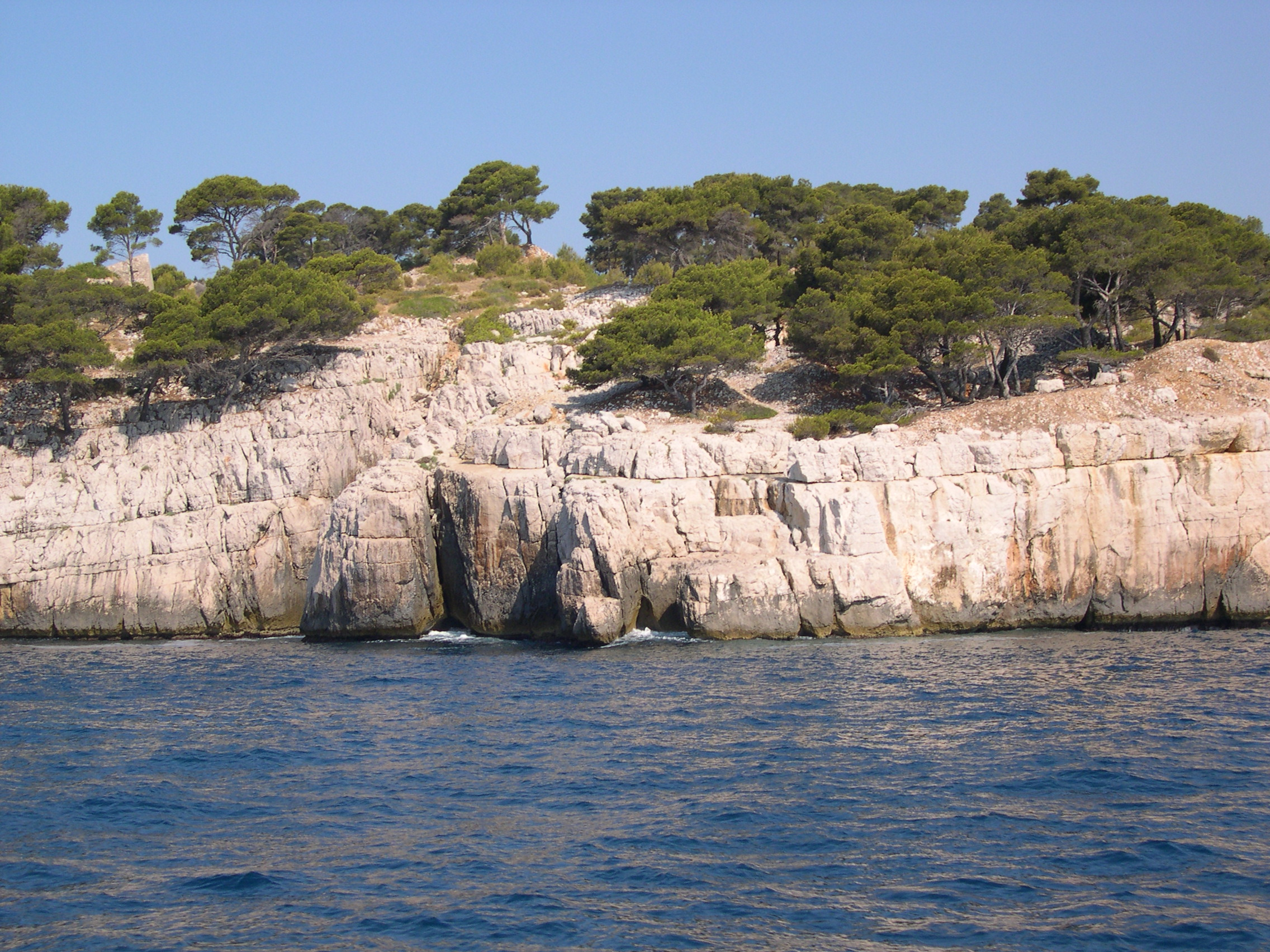
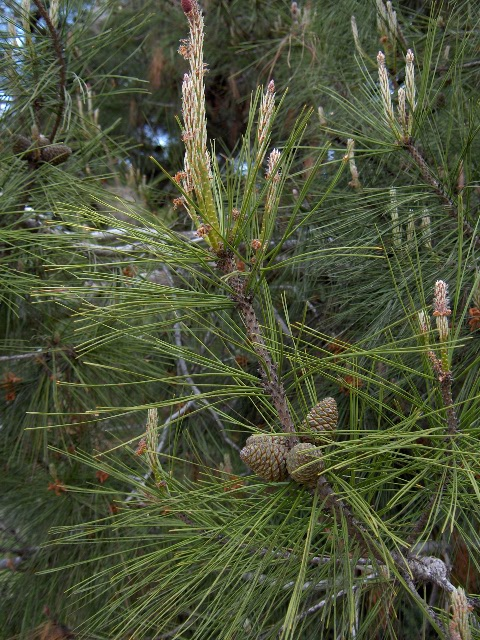
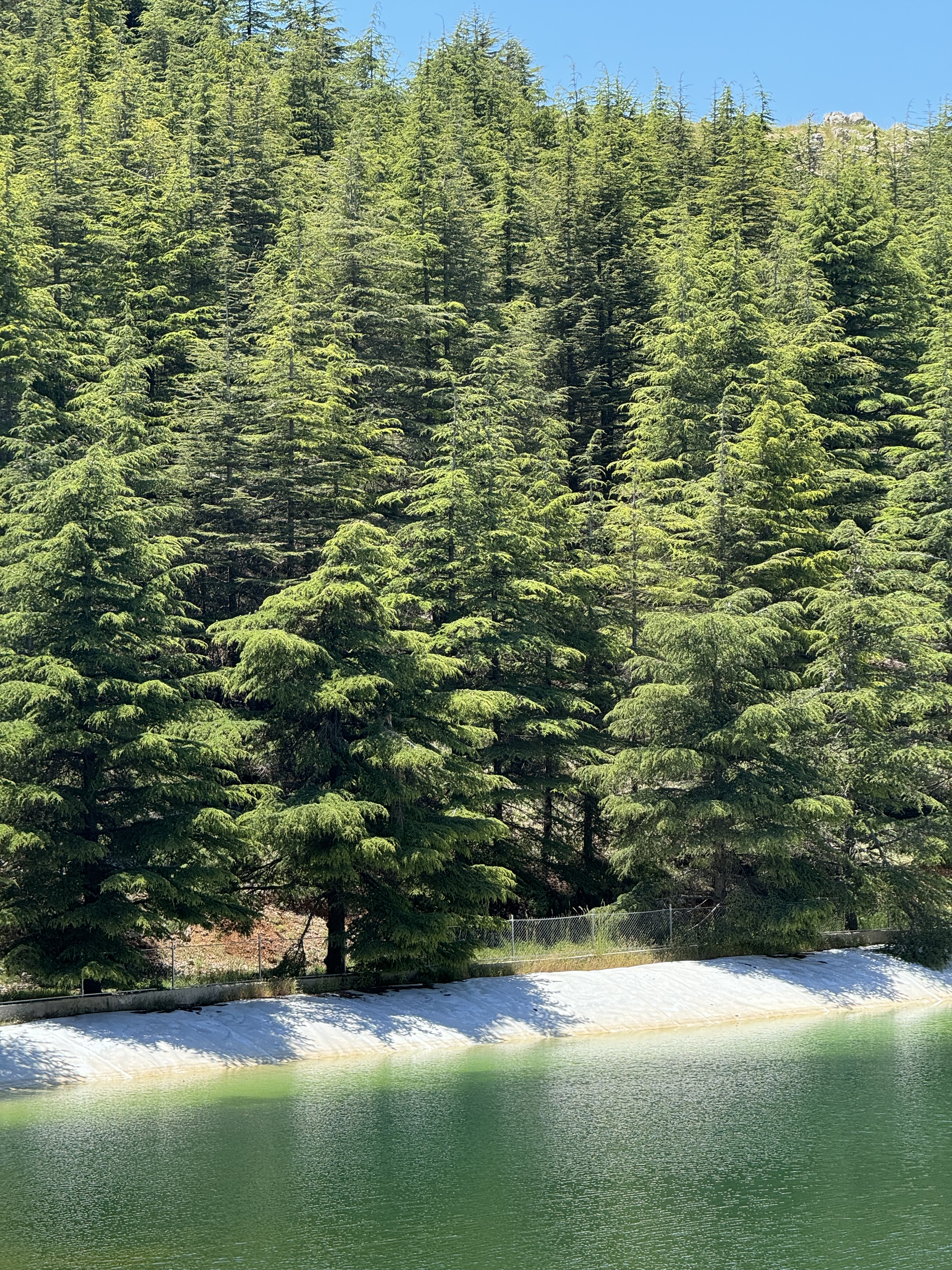
منظر جميل لأشجار الأرز بالقرب من البحيرة
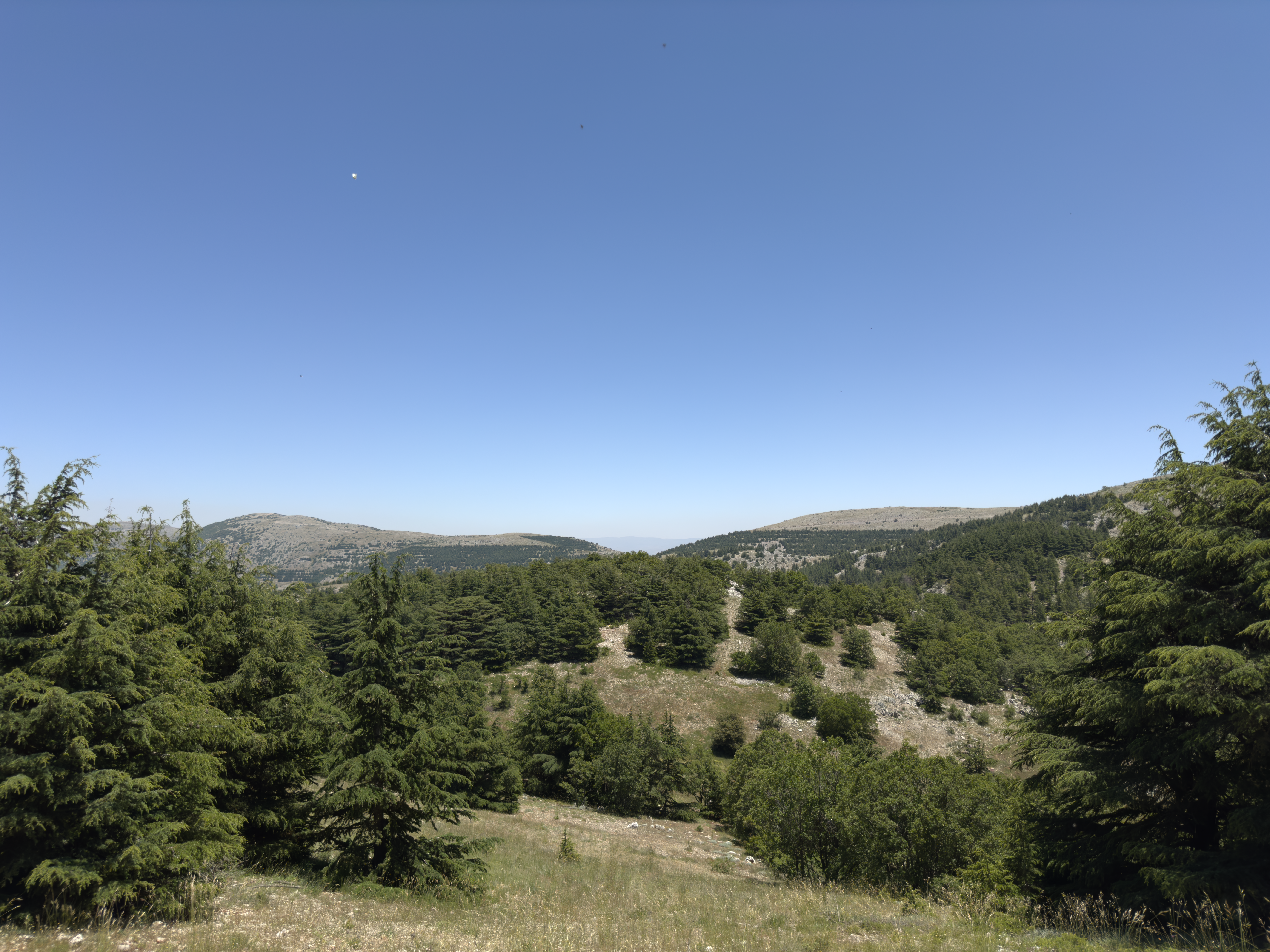
منظر جميل لأشجار الأرز
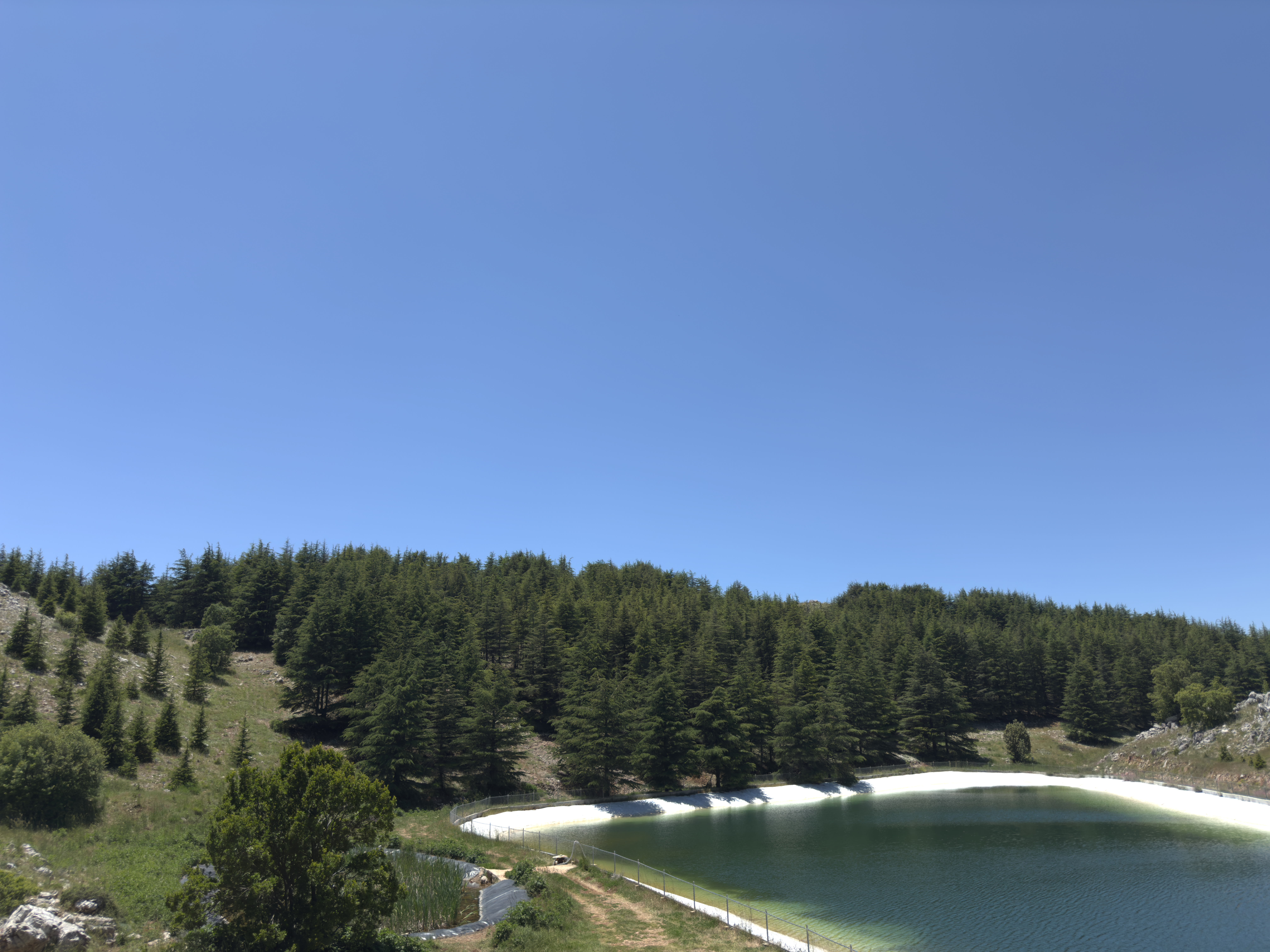
منظر جميل للبحيرة
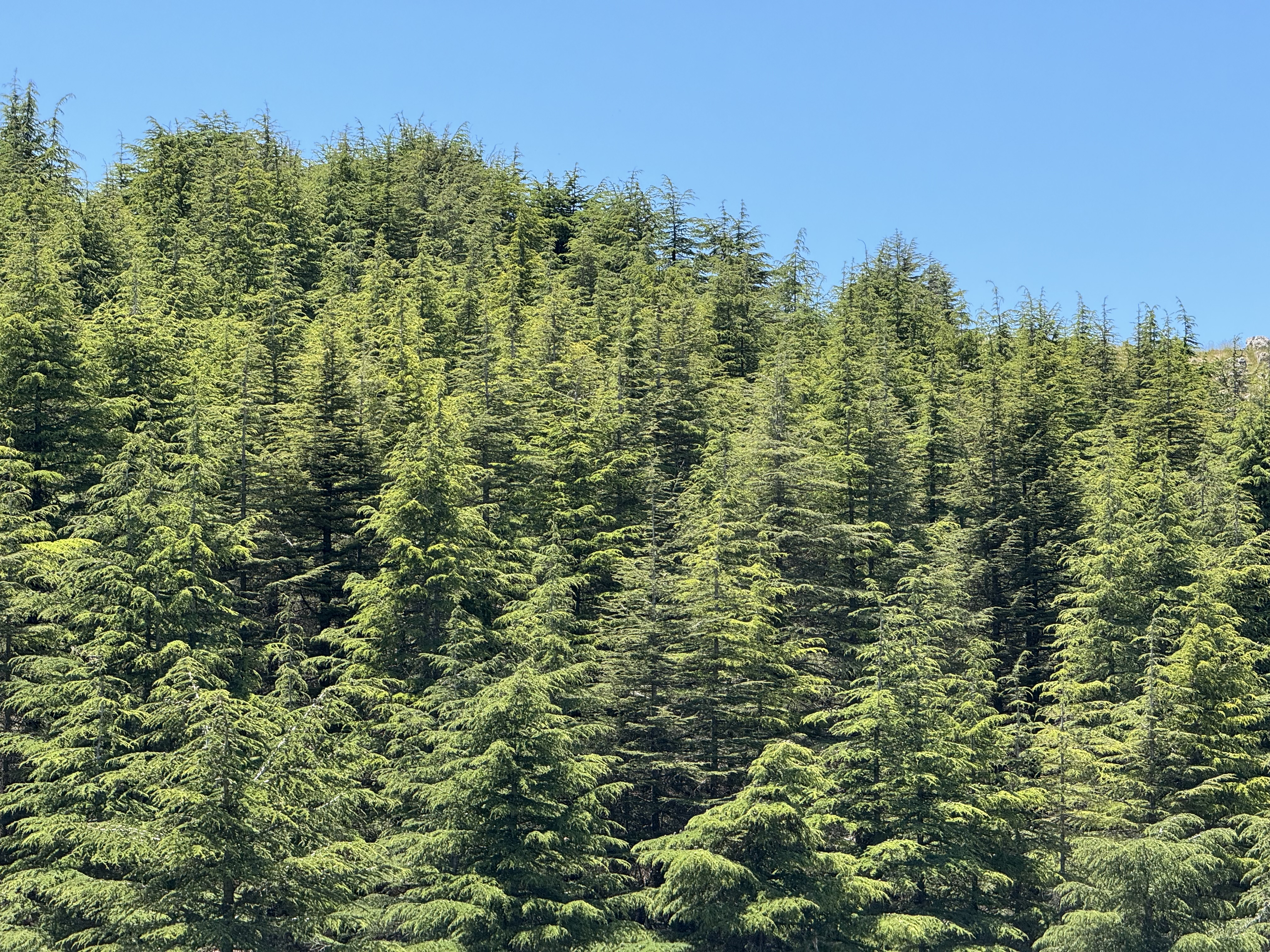
وجهة نظر في محمية الشوف الطبيعية
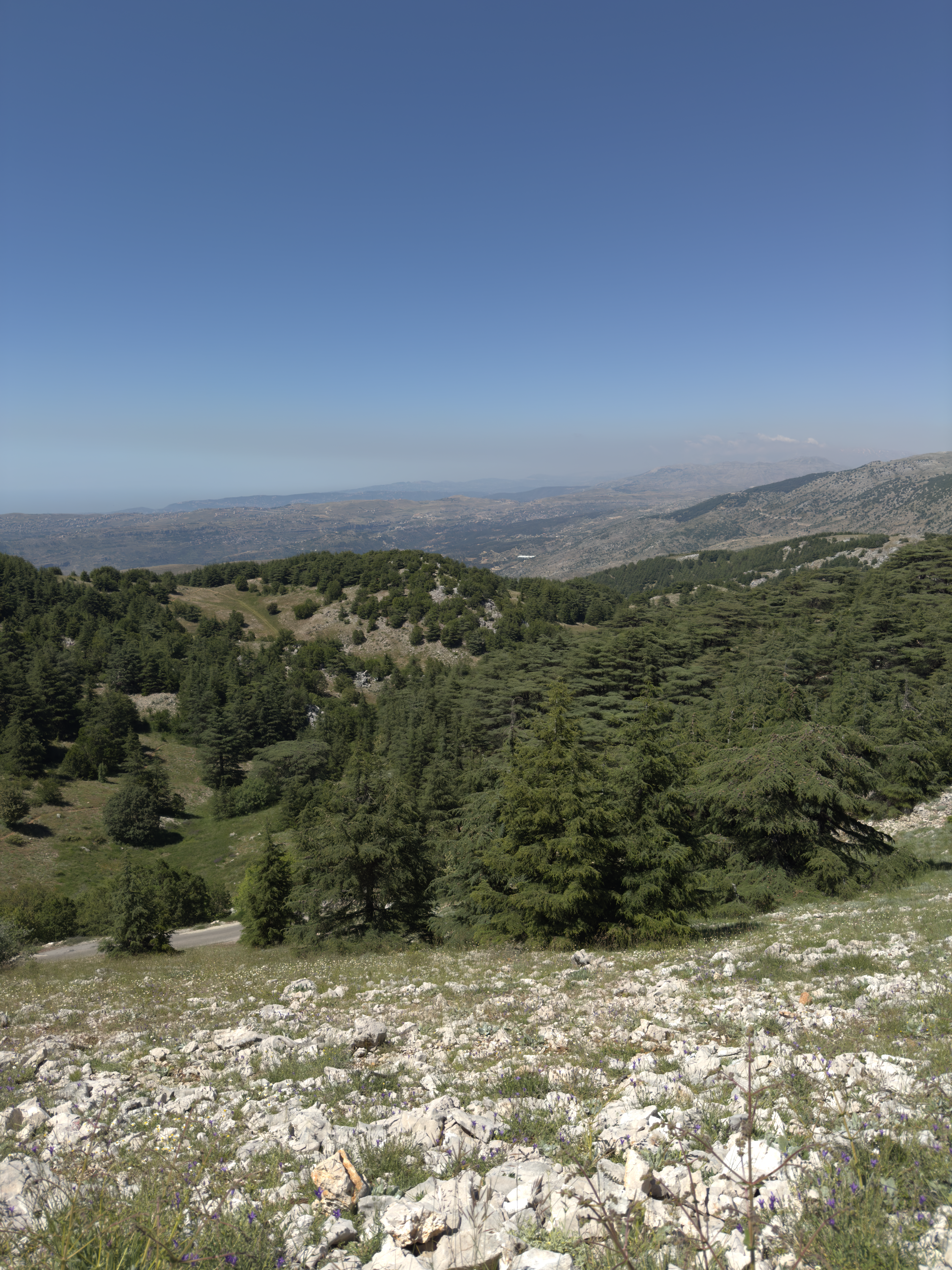
وجهة نظر في محمية الشوف الطبيعية
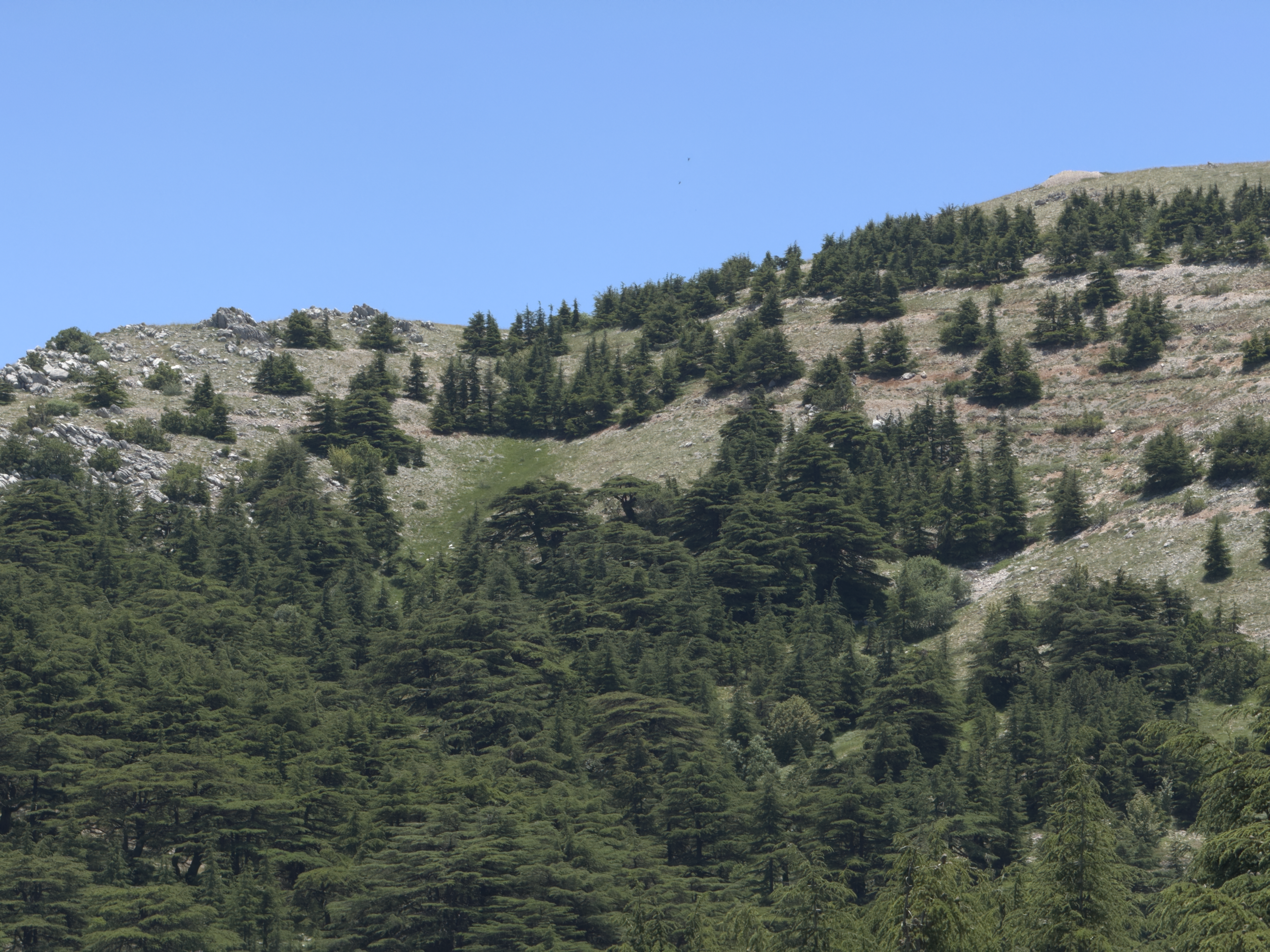
منظر جميل لتلال مليئة بأشجار الأرز
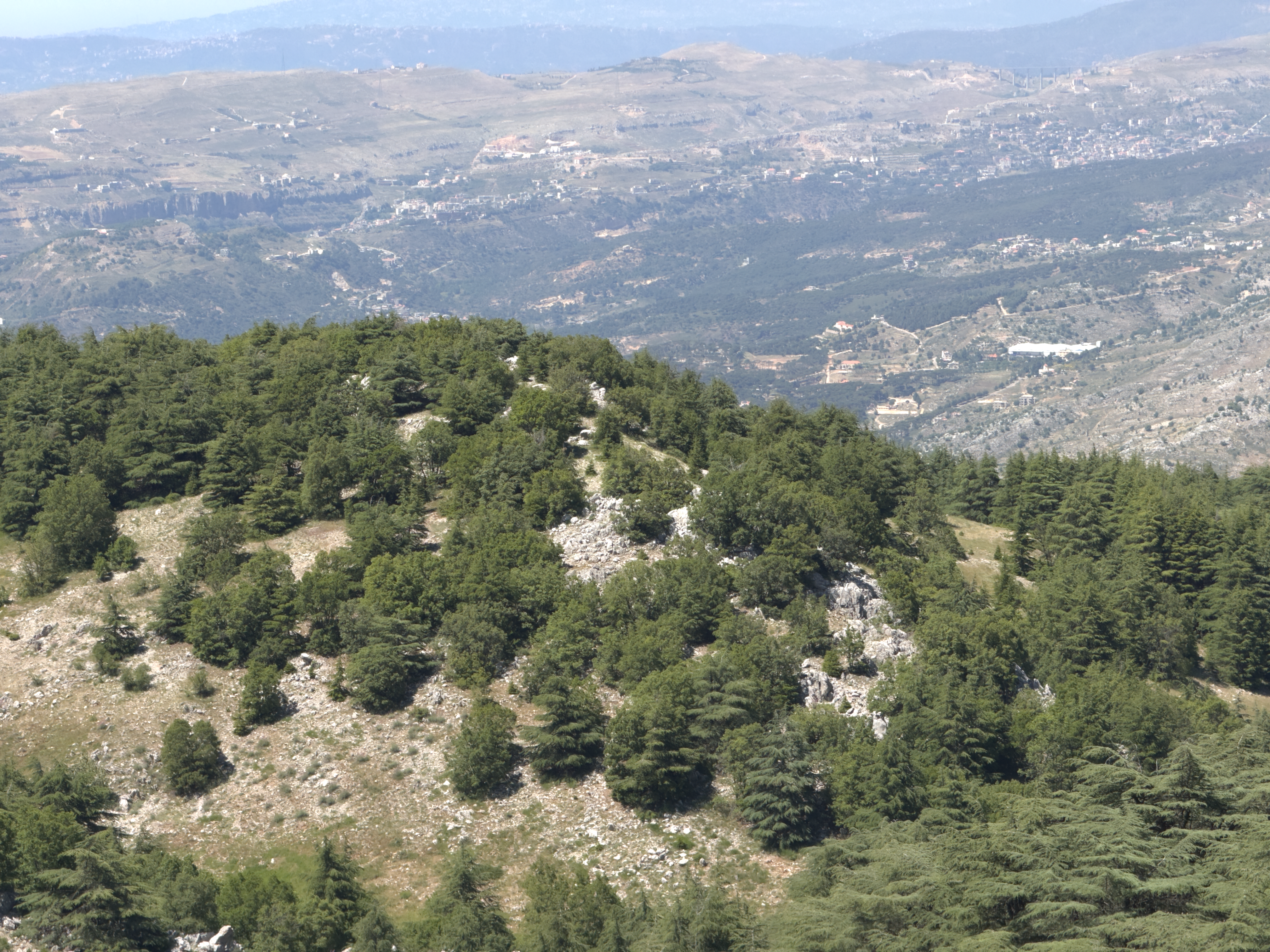
لقطة مقربة لنقطة مراقبة جميلة
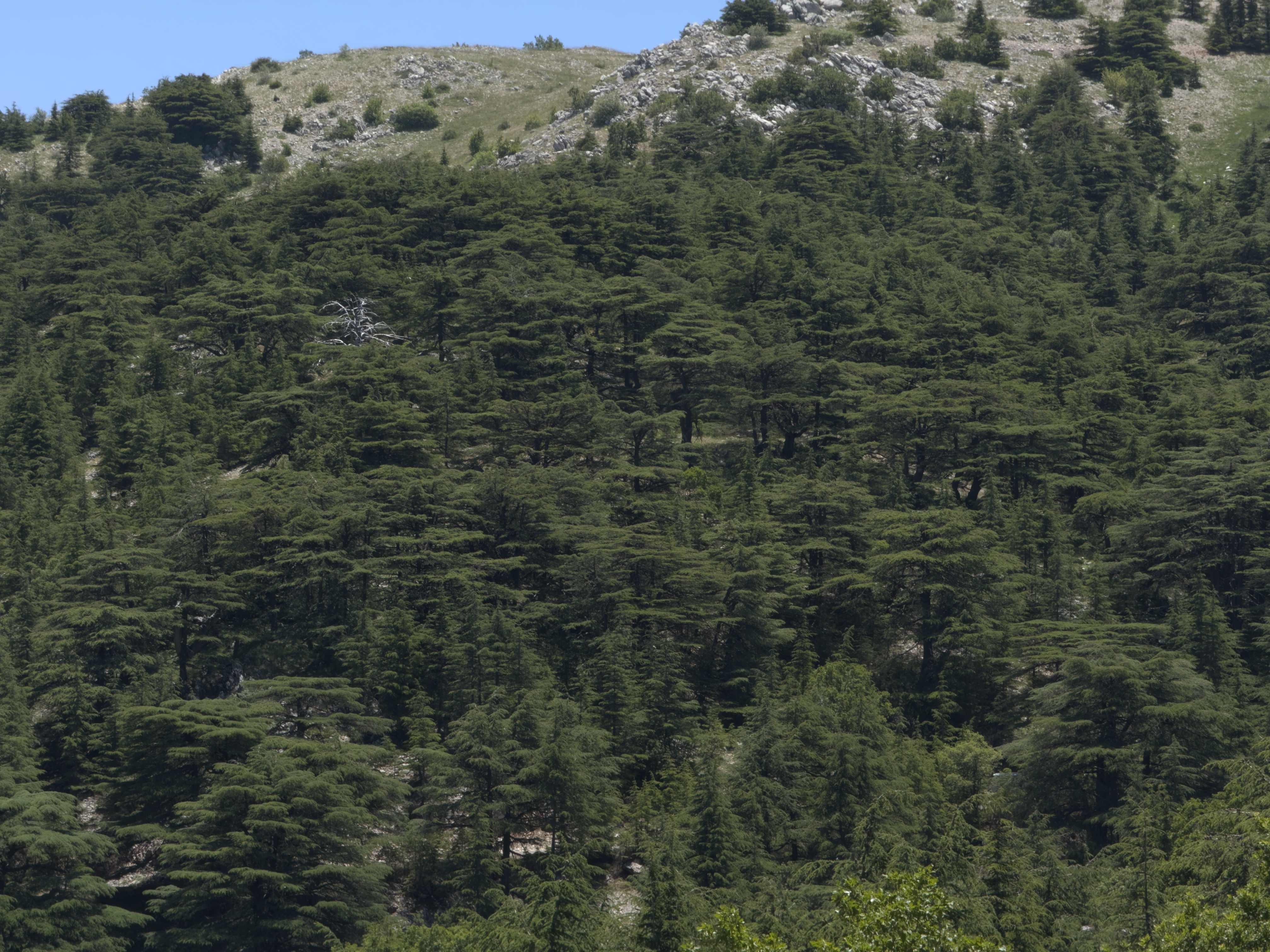
لقطة مقربة لتل مع أشجار الأرز
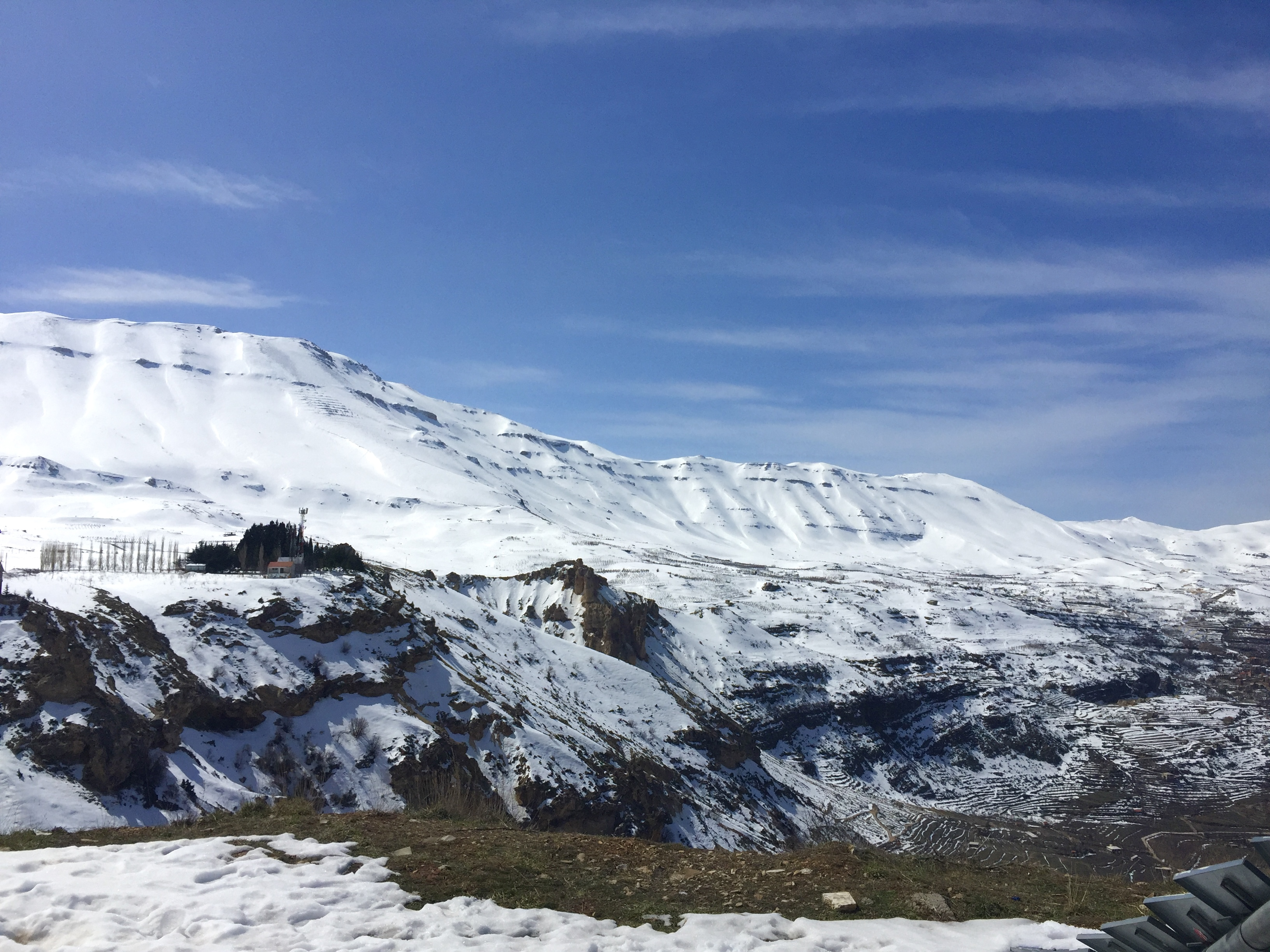
محمية أرز الشوف بالشتاء
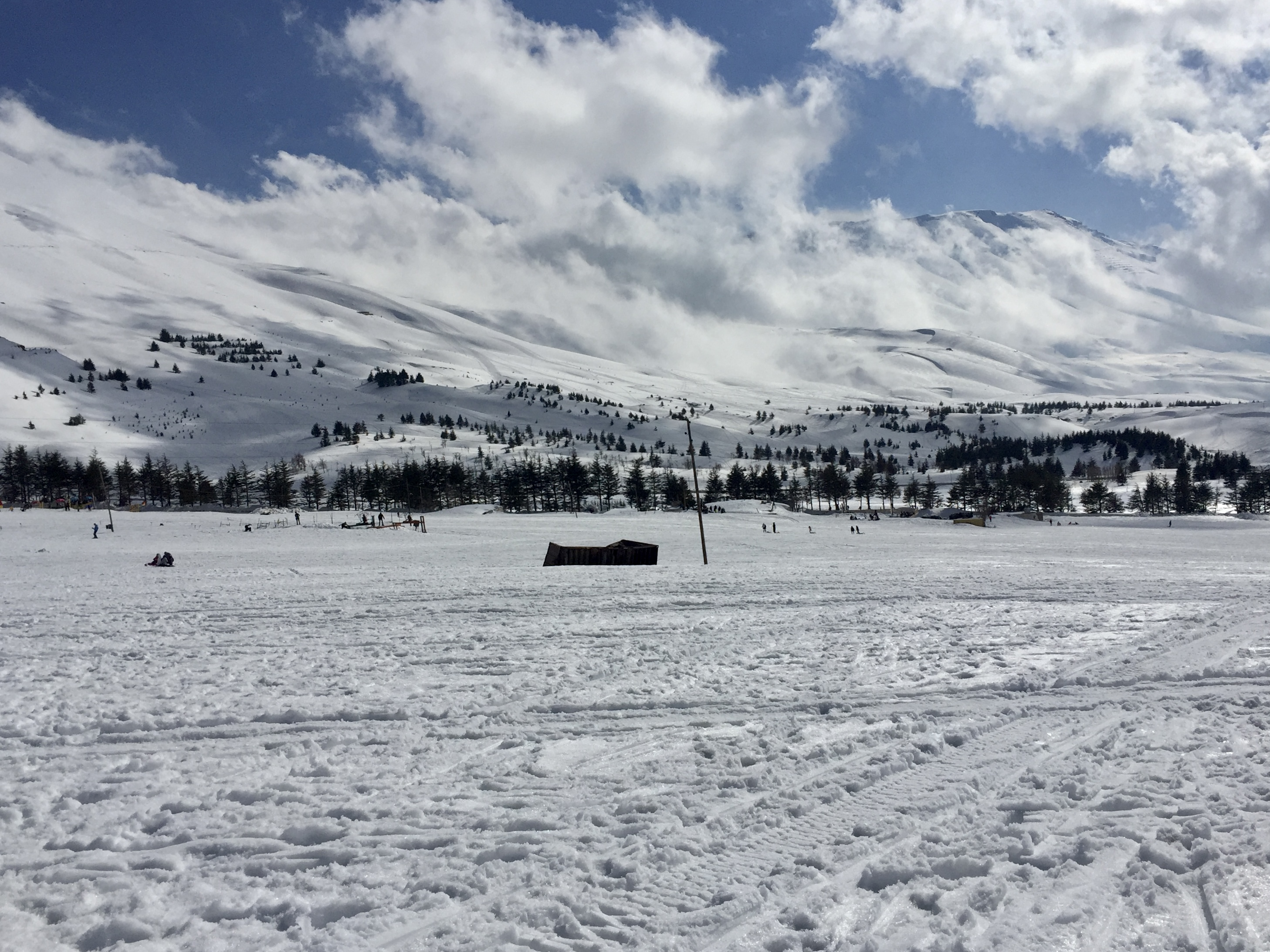
محمية أرز الشوف بالشتاء
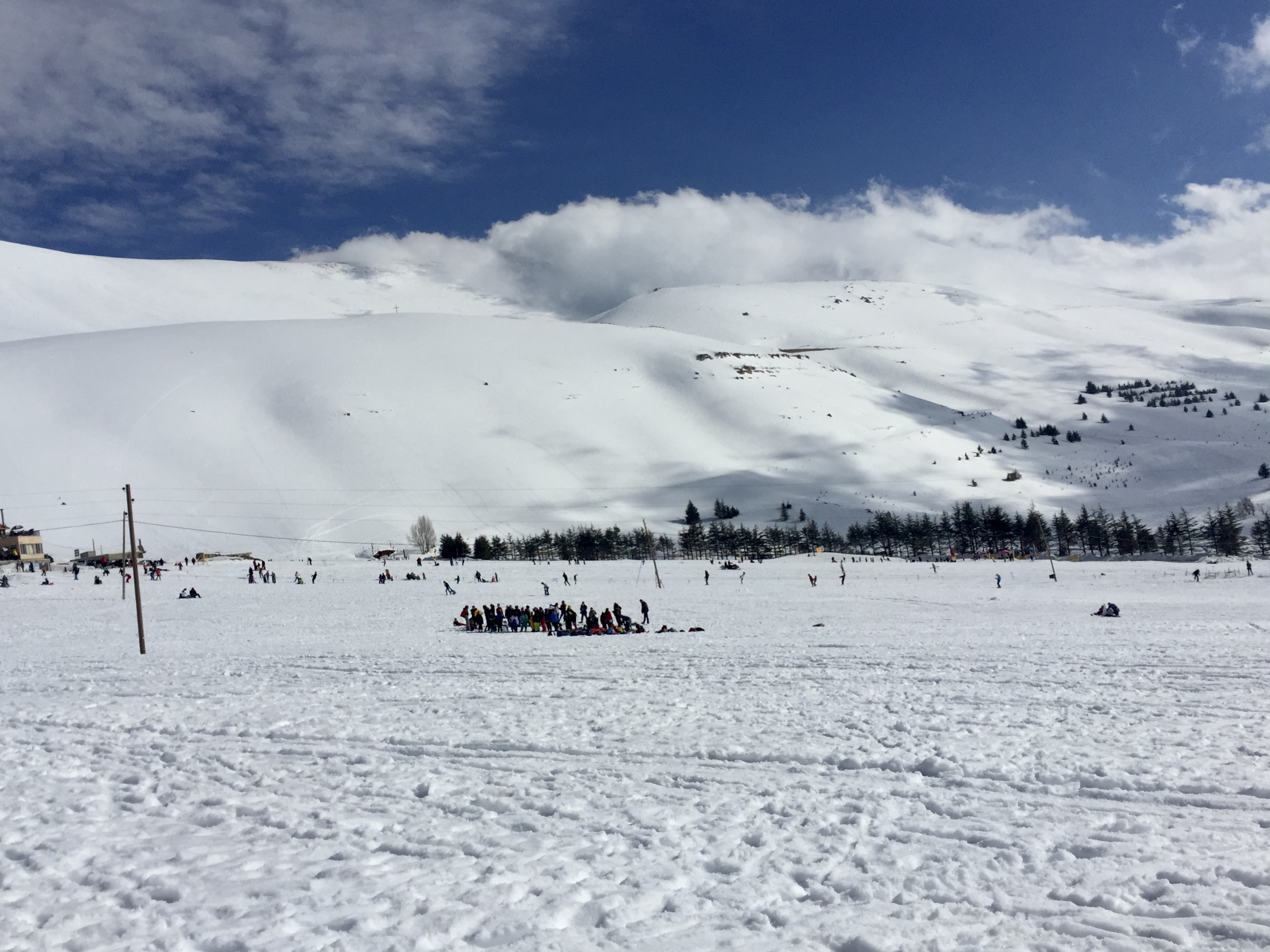
محمية أرز الشوف بالشتاء
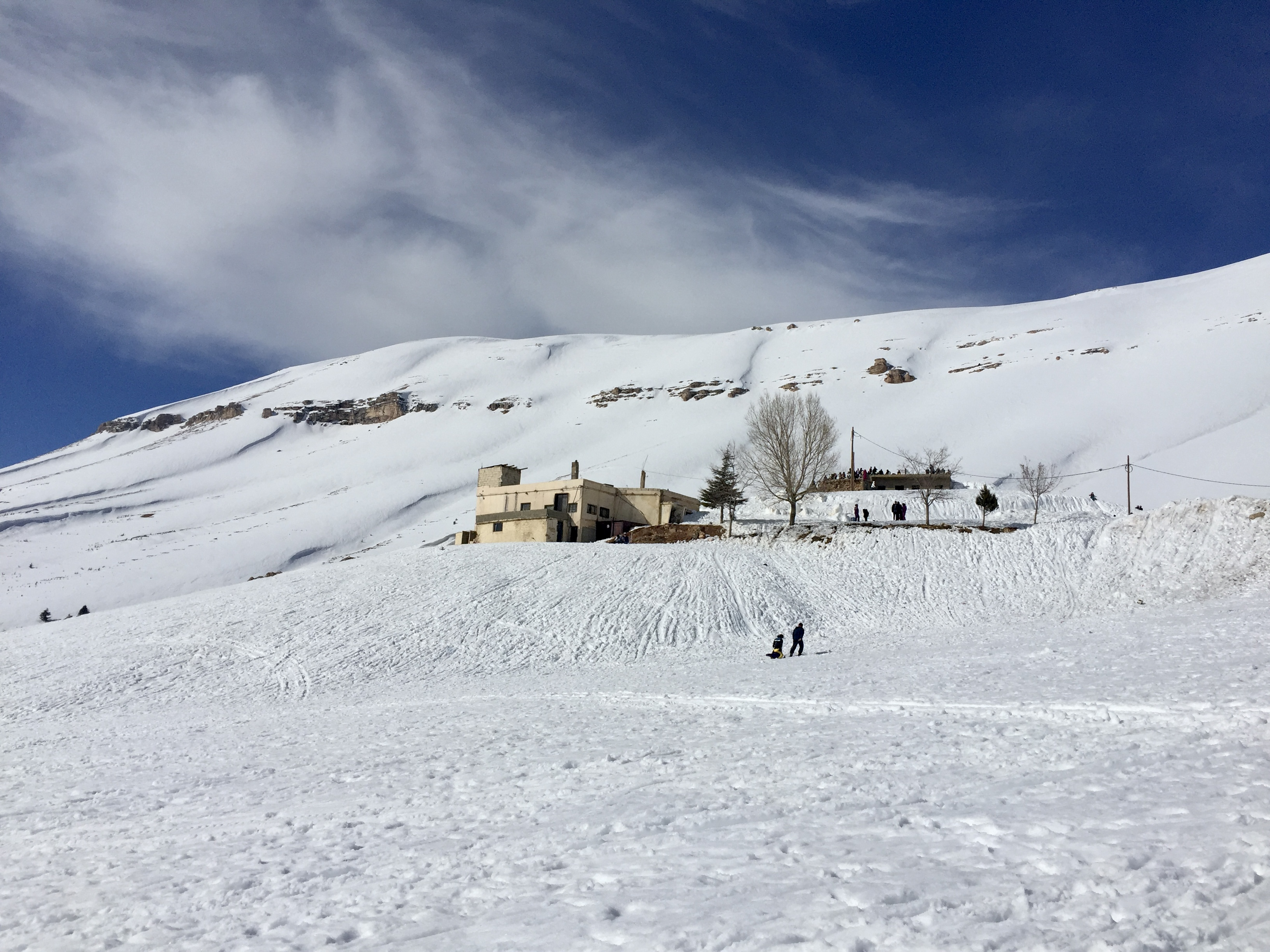
محمية أرز الشوف بالشتاء
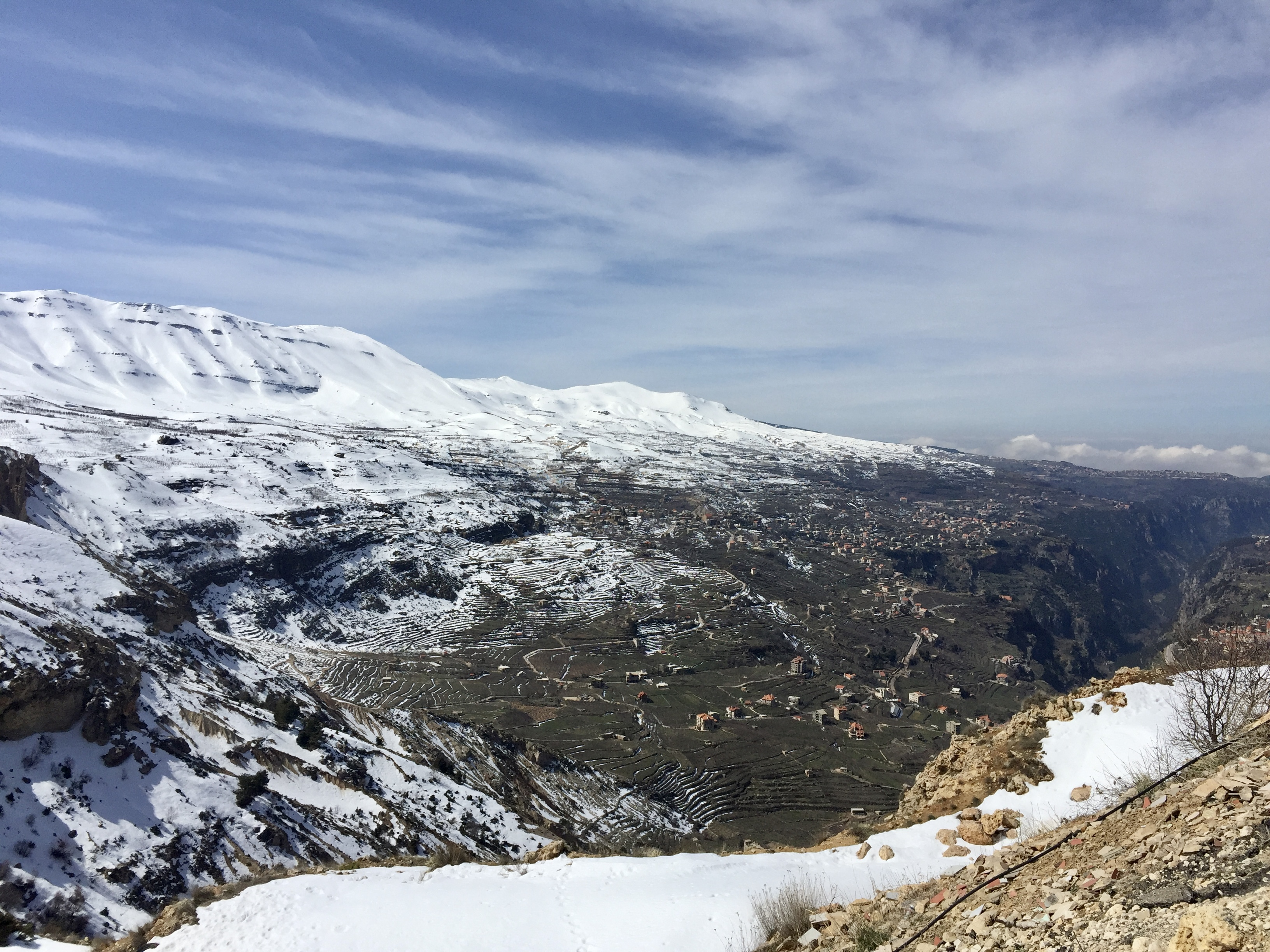
محمية أرز الشوف بالشتاء